# Antoni Ponikowski

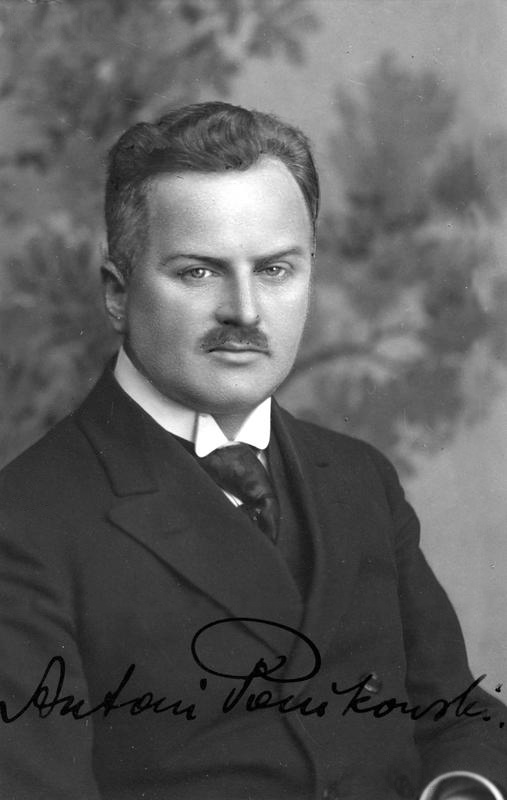
Antoni Ponikowski.

Antoni Ponikowski, född 29 maj 1878 i Siedlce, död 27 december 1949 i Warszawa, var en polsk politiker.
Ponikowski var ursprungligen lantmäteriingenjör, men dömdes före första världskriget till straffarbete av de ryska myndigheterna på grund av nationalistisk propaganda. Han tillhörde en tid Nationaldemokratiska partiet och gjorde som undervisningsminister 1919 stora insatser för att bygga upp det polska undervisningsväsendet. Han var därefter professor i lantmäteri vid Tekniska högskolan i Warszawa. Från september 1921 till mars 1922 och från mars till juni 1922 var Ponikowski ministerpresident och undervisningsminister. Från 1930 var han deputerad och ledare för de kristliga demokraterna i sejmen.